# Tricorynus
Tricorynus — род жесткокрылых насекомых семейства точильщиков.

## Распространение
Представители рода тропические обитатели; некоторые виды завезены в некоторые портовые города Европы.

## Описание
Надкрылья почти без плечевых бугорков. Переднеспинка почти равна по ширине надкрыльям. Верхняя сторона тела в тонких пыльцевидных серых волосках, матовые. Усики состоят из 10 члеников. Тело продолговатое. У некоторых ноги довольно толстые и глаза с крупными фасетками.

## Систематика
В составе рода:
- Tricorynus abbreviatus (LeConte, 1878)
- Tricorynus abdominalis White, 1965
- Tricorynus aberrans White, 1965
- Tricorynus abnormis White, 1965
- Tricorynus abruptus White, 1965